# Giuseppe Raffaello Cerrai
Giuseppe Raffaello Cerrai (1867 – 1947) è stato un avvocato e politico italiano.

## Biografia
Figlio di Ulderico Cerrai, direttore della Banca pisana di Anticipazione e di Sconto, ricoprì egli stesso la carica di vicedirettore dello stesso Istituto. 
Laureato in giurisprudenza, di professione avvocato, partecipò attivamente alla vita politica di Pisa. Nel 1895 divenne presidente della Deputazione provinciale di Pisa. Dal luglio 1899 all'agosto 1900 fu sindaco di Pisa. 
Nel 1930 risultava Presidente della Federazione provinciale pisana dei Sindacati Fascisti degli agricoltori e membro della Sezione Agricola Forestale del Consiglio Provinciale dell'Economia.
Morì nel 1947 all'età di 80 anni.

## Opere
- Giuseppe Raffaello Cerrai, Relazione sul servizio degli esposti e sulle modificazioni da apportarvisi, Pisa, F. Mariotti, 1898.
- Giuseppe Raffaello Cerrai, Emilio Brusa, Procedimento penale contro presunti assenti: Memoria e pareri, Roma, Tipografia del Giornale, 1903.

### Prefazioni
- Gianfrancesco Guerrazzi, Italo Giglioli e la sua eredità scientifica. Riforma della R. Scuola agraria superiore di Pisa. Stazioni agrarie sperimentali, Roma, Soc. Poligrafica Italiana, 1921.